# Savigny-lès-Beaune
Savigny-lès-Beaune és un municipi francès, situat al departament de la Costa d'Or i a la regió de Borgonya - Franc Comtat. L'any 2007 tenia 1.373 habitants.

## Demografia

### Població
El 2007 la població de fet de Savigny-lès-Beaune era de 1.373 persones. Hi havia 580 famílies, de les quals 148 eren unipersonals (52 homes vivint sols i 96 dones vivint soles), 212 parelles sense fills, 164 parelles amb fills i 56 famílies monoparentals amb fills.
La població ha evolucionat segons el següent gràfic:
Habitants censats

### Habitatges
El 2007 hi havia 669 habitatges, 579 eren l'habitatge principal de la família, 30 eren segones residències i 60 estaven desocupats. 610 eren cases i 59 eren apartaments. Dels 579 habitatges principals, 458 estaven ocupats pels seus propietaris, 96 estaven llogats i ocupats pels llogaters i 25 estaven cedits a títol gratuït; 5 tenien una cambra, 24 en tenien dues, 84 en tenien tres, 154 en tenien quatre i 312 en tenien cinc o més. 413 habitatges disposaven pel capbaix d'una plaça de pàrquing. A 242 habitatges hi havia un automòbil i a 299 n'hi havia dos o més.

### Piràmide de població
La piràmide de població per edats i sexe el 2009 era:
| Homes | Edats   | Dones |
| ----- | ------- | ----- |
| 0     | 95 o +  | 0     |
| 0     | 90 a 94 | 0     |
| 4     | 85 a 89 | 8     |
| 12    | 80 a 84 | 16    |
| 32    | 75 a 79 | 32    |
| 16    | 70 a 74 | 40    |
| 32    | 65 a 69 | 36    |
| 28    | 60 a 64 | 28    |
| 64    | 55 a 59 | 56    |
| 60    | 50 a 54 | 76    |
| 44    | 45 a 49 | 48    |
| 44    | 40 a 44 | 28    |
| 52    | 35 a 39 | 76    |
| 48    | 30 a 34 | 48    |
| 40    | 25 a 29 | 44    |
| 52    | 20 a 24 | 20    |
| 36    | 15 a 19 | 40    |
| 40    | 10 a 14 | 64    |
| 56    | 5 a 9   | 36    |
| 48    | 0 a 4   | 28    |

## Economia
El 2007 la població en edat de treballar era de 879 persones, 648 eren actives i 231 eren inactives. De les 648 persones actives 617 estaven ocupades (315 homes i 302 dones) i 31 estaven aturades (20 homes i 11 dones). De les 231 persones inactives 103 estaven jubilades, 74 estaven estudiant i 54 estaven classificades com a «altres inactius».

### Ingressos
El 2009 a Savigny-lès-Beaune hi havia 585 unitats fiscals que integraven 1.384 persones, la mediana anual d'ingressos fiscals per persona era de 21.319 €.

### Activitats econòmiques
Dels 135 establiments que hi havia el 2007, 7 eren d'empreses alimentàries, 11 d'empreses de fabricació d'altres productes industrials, 22 d'empreses de construcció, 43 d'empreses de comerç i reparació d'automòbils, 4 d'empreses de transport, 10 d'empreses d'hostatgeria i restauració, 9 d'empreses financeres, 8 d'empreses immobiliàries, 10 d'empreses de serveis, 10 d'entitats de l'administració pública i 1 d'una empresa classificada com a «altres activitats de serveis».
Dels 32 establiments de servei als particulars que hi havia el 2009, 1 era una oficina de correu, 3 oficines bancàries, 6 paletes, 3 guixaires pintors, 5 fusteries, 4 lampisteries, 4 electricistes, 1 perruqueria, 3 restaurants i 2 agències immobiliàries.
Dels 3 establiments comercials que hi havia el 2009, 1 era una botiga de més de 120 m² i 2 fleques.
L'any 2000 a Savigny-lès-Beaune hi havia 55 explotacions agrícoles que ocupaven un total de 646 hectàrees.

## Equipaments sanitaris i escolars
L'únic equipament sanitari que hi havia el 2009 era una farmàcia.
El 2009 hi havia 1 escola maternal i 1 escola elemental.

## Poblacions més properes
El següent diagrama mostra les poblacions més properes.